# Seven de Londres 2004
El Seven de Londres de 2004 fue la cuarta edición del torneo inglés de rugby 7, fue el octavo y último torneo de la temporada 2003-04 de la Serie Mundial Masculina de Rugby 7.
Se disputó en la instalaciones del Twickenham Stadium de Londres.

## Fase de grupos

### Grupo A
| Equipo        | Encuentros | Encuentros | Encuentros | Encuentros | Tantos  | Tantos    | Tantos     | Puntos |
| Equipo        | jugados    | ganados    | empatados  | perdidos   | a favor | en contra | diferencia | Puntos |
| ------------- | ---------- | ---------- | ---------- | ---------- | ------- | --------- | ---------- | ------ |
| Nueva Zelanda | 3          | 3          | 0          | 0          | 98      | 15        | 83         | 9      |
| Australia     | 3          | 2          | 0          | 1          | 53      | 43        | 10         | 7      |
| Portugal      | 3          | 1          | 0          | 2          | 47      | 48        | -1         | 5      |
| Georgia       | 3          | 0          | 0          | 3          | 10      | 102       | −92        | 3      |

Nota: Se otorgan 3 puntos al equipo que gane un partido, 2 al que empate y 1 al que pierda

### Grupo B
| Equipo     | Encuentros | Encuentros | Encuentros | Encuentros | Tantos  | Tantos    | Tantos     | Puntos |
| Equipo     | jugados    | ganados    | empatados  | perdidos   | a favor | en contra | diferencia | Puntos |
| ---------- | ---------- | ---------- | ---------- | ---------- | ------- | --------- | ---------- | ------ |
| Inglaterra | 3          | 3          | 0          | 0          | 92      | 14        | 78         | 9      |
| Escocia    | 3          | 2          | 0          | 1          | 71      | 29        | 42         | 7      |
| Italia     | 3          | 1          | 0          | 2          | 31      | 78        | –47        | 5      |
| Francia    | 3          | 0          | 0          | 3          | 17      | 90        | −73        | 3      |

### Grupo C
| Equipo    | Encuentros | Encuentros | Encuentros | Encuentros | Tantos  | Tantos    | Tantos     | Puntos |
| Equipo    | jugados    | ganados    | empatados  | perdidos   | a favor | en contra | diferencia | Puntos |
| --------- | ---------- | ---------- | ---------- | ---------- | ------- | --------- | ---------- | ------ |
| Sudáfrica | 3          | 3          | 0          | 0          | 63      | 17        | 46         | 9      |
| Samoa     | 3          | 2          | 0          | 1          | 54      | 34        | 20         | 7      |
| Rusia     | 3          | 1          | 0          | 2          | 33      | 65        | –32        | 5      |
| Kenia     | 3          | 0          | 0          | 3          | 22      | 56        | –34        | 3      |

### Grupo D
| Equipo    | Encuentros | Encuentros | Encuentros | Encuentros | Tantos  | Tantos    | Tantos     | Puntos |
| Equipo    | jugados    | ganados    | empatados  | perdidos   | a favor | en contra | diferencia | Puntos |
| --------- | ---------- | ---------- | ---------- | ---------- | ------- | --------- | ---------- | ------ |
| Argentina | 3          | 3          | 0          | 0          | 93      | 33        | 60         | 9      |
| Fiyi      | 3          | 2          | 0          | 1          | 94      | 41        | 53         | 7      |
| Canadá    | 3          | 1          | 0          | 2          | 41      | 69        | -28        | 5      |
| España    | 3          | 0          | 0          | 3          | 12      | 97        | −85        | 3      |

## Fase Final

### Cuartos de final
| 6 de junio | Inglaterra | 14 - 5 | Australia |  |  |

| 6 de junio | Fiyi | 19 - 17 | Sudáfrica |  |  |

| 6 de junio | Nueva Zelanda | 36 - 7 | Escocia |  |  |

| 6 de junio | Argentina | 20 - 0 | Samoa |  |  |

### Semifinal
| 6 de junio | Inglaterra | 14 - 12 | Fiyi |  |  |

| 6 de junio | Nueva Zelanda | 12 - 10 | Argentina |  |  |

### Final
| 6 de junio | Inglaterra | 22 - 19 | Nueva Zelanda |  |  |

| Bandera de Inglaterra  |
| Campeón Inglaterra     |
| 3º título del circuito |